# Tenemos la Carne
We Are The Flesh (în spaniolă: Tenemos la carne) este un film de groază mexicano-francez din 2016 scris și regizat de Emiliano Rocha Minter.  Filmul care a avut premiera la 2 februarie 2016 la Festivalul Internațional de Film de la Rotterdam a avut o lansare limitată în Statele Unite în ianuarie 2017.  

## Intrigă
O apocalipsă necunoscută a devastat globul, forțând pe frații  Lucio și Fauna să caute alimente și adăpost într-un mediu ostil. Se întâmplă să întâlnească pe Mariano, un bărbat care le oferă ambele lucruri, dar cu un cost: trebuie să-l ajute să transforme o clădire abandonată într-o structură de peșteră ca un cocon. El cere, de asemenea, ca frații să facă sex unul cu altul în timp ce se uită la el. Fără alte opțiuni, cei doi se conformează, numai pentru ca acest act să fie începutul multor lucruri ciudate și îngrozitoare pe care trebuie să le facă pentru a supraviețui. 

## Distribuție
- Noé Hernández ca Mariano
- María Evoli ca Fauna
- Diego Gamaliel ca Lucio
- Gabino Rodríguez ca Soldat mexican

## Recepție
Recepția critică pentru We Are the Flesh a fost în general pozitivă, iar filmul deține un rating de 74% pe Rotten Tomatoes, bazat pe 29 de recenzii, cu un rating mediu de 6,1/10. Recenzorii de la The Guardian au apreciat filmul la două și trei stele, un comentator observând că a fost "un pic cam ca filmul lui Jorge Michel Grau" Suntem ceea ce suntem, numai că fără scopul satiric ".   Variety a remarcat că reacțiile la " We Are The Flesh" ar diferi foarte mult în funcție de spectator și că era o "fiestă extremă mexicană a incestului, canibalismului și sexului explicit care ar trebui să câștige în mod egal detractori și fani". 
Revista horror Fangoria și site-ul Bloody Disgusting ambele au acordat filmului recenzii favorabile. Dread Central a avut recenzii amestecate, scriind că "Acesta este un fel de cinematograf visceral, care împinge granița, care nu va fi niciodată acceptat de cinefilii mainstream și va fi greu de apreciat chiar și de cei obișnuiți să filmeze transgresiv". 